# Nazionale femminile di rugby a 7 del Kenya
La nazionale di rugby a 7 femminile del Kenya è la selezione femminile che rappresenta il Kenya a livello internazionale nel rugby a 7.
È una della nazioni che non partecipano stabilmente alle World Rugby Sevens Series femminili, e finora non ha partecipato a nessuna edizione della Coppa del Mondo di rugby a 7. È salita tragicamente agli onori della cronaca nell'aprile 2012, a causa della morte del capitano Aberdeen Shikoyi dovuta a causa di una lesione spinale subita durante un torneo disputato in Uganda.
Dopo essere giunto al secondo posto nel torneo di qualificazione continentale, il Kenya si è guadagnato l'accesso alle Olimpiadi di Rio de Janeiro 2016 grazie al rifiuto della delegazione del Sudafrica di prendervi parte.

## Partecipazioni ai principali tornei internazionali
- 2016: 11º posto
- 2020: 10º posto

- 2018: 6º posto